# G型小惑星

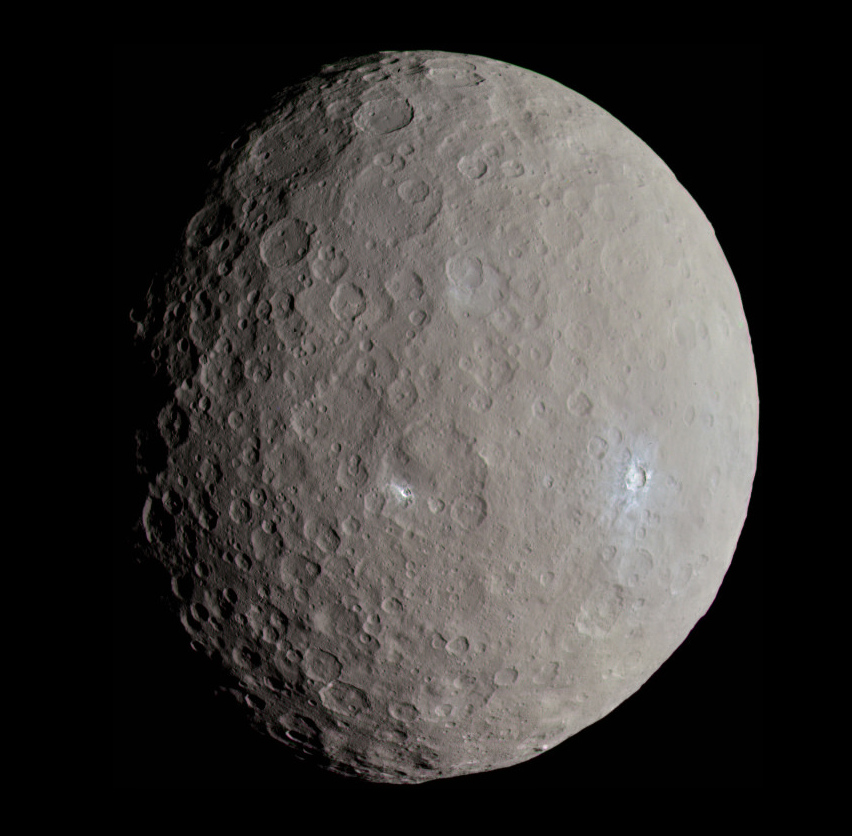
最大のG型小惑星ケレス

G型小惑星（ - がたしょうわくせい）は、炭素系の物質を主成分とする小惑星中で比較的稀な型である。このクラスで最も有名なのは、小惑星帯に位置する最大の天体ケレスである。

## 性質
全般にC型小惑星に似ているが、波長0.5μm以下の紫外線を強く吸収するのがG型の特徴である。波長0.7μm前後のスペクトルを吸収するものがあり、それは粘土鉱物や雲母のようなフィロケイ酸塩鉱物の存在を示す。
G型小惑星は、SMASS調査によるスペクトル型分類では、波長0.7μm前後のスペクトルに対する吸収性があるCgh型または吸収性がないCg型に分類される。G型、C型、および他のいくつかの稀な型の炭素系の物質を主成分とする小惑星は、まとめて広義のC型小惑星に分類される事もある。